# Jeroen Oerlemansbrug

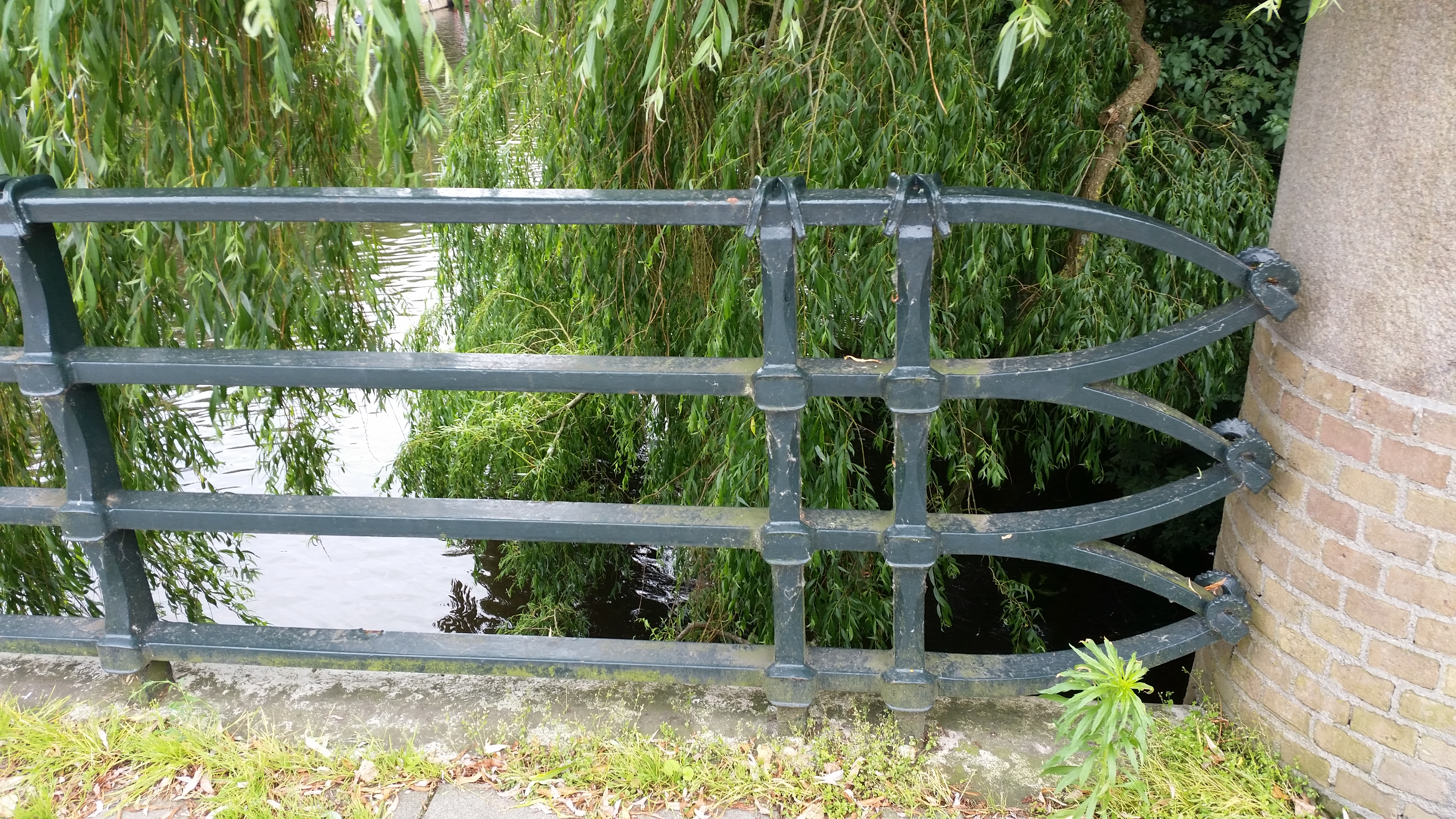
Detail van de leuning (juni 2018)

Jeroen Oerlemansbrug (brug 422) is een vaste brug in Amsterdam-Zuid. Ze overspant de Boerenwetering.
De verkeersbrug vormt de verbinding tussen de Diepenbrockstraat en de Wielingenstraat in de stadsroute 109. Het zuidwestelijke landhoofd is gelegen in het Beatrixpark, het zuidoostelijk deel ligt net niet op het terrein van de RAI.

## Bouw
In 1931 stelde de gemeente al een bedrag beschikbaar van 1.150.000 gulden voor een achttal kunstwerken. De crisisjaren en de Tweede Wereldoorlog gooiden roet in het eten voor een definitieve brug. Er werd ter plekke een houten noodbrug aangelegd (met aanpassingen in 1933), die alleen toegankelijk was voor voetgangers. In 1936 moest de gemeente onder druk van de bevolking de noodbrug ook vrijgeven voor fietsers.
De brug is ten slotte in de jaren 1950 gebouwd naar een ontwerp van Piet Kramer in de stijl van de Amsterdamse School. Technische ondersteuning kwam van de Dienst der Publieke Werken De brug toont de typische kenmerken van Kramers stijl, een mengeling van baksteen en natuursteen, siersmeedijzer in de balustrades, ornamenten/beeldhouwwerken op de landhoofden en terrasvormige zitjes. Er werd aan gebouwd in de jaren 1954 en 1955 (1954 is door cijfers vastgelegd in de brug), terwijl het ontwerp van veertien jaar eerder dateerde.
In 2008 werd de brug onder het bewind van wethouder Marijke Vos opgeknapt in een strijd tegen verloedering. Aan het eind van de jaren 2010 zijn aanpassingen aan de brug gepland (verkeersveiligheid en riolering).

## Naam
Tot 2016 stond de brug officieus te boek als de 'Prinsessebrug', vernoemd naar prinses Beatrix. In juli 2016 wilde de gemeente af van officieuze benamingen en liet de bevolking kiezen tussen de officieuze naam officieel maken, een verzoek tot nieuwe vernoeming insturen dan wel de brug anoniem door het leven te laten gaan. Er werd toen voorlopig voor de laatste optie gekozen. In 2022 werd de brug per raadsbesluit vernoemd naar de Amsterdamse persfotograaf Jeroen Oerlemans, in 2016 tijdens zijn werk omgekomen. De fysieke vernoeming werd verricht door burgemeester Femke Halsema in het bijzijn van familie en vrienden van de fotograaf.
<<< · 400 · 401 · 402 · 403 · 404 · 405 · 406 · 407 · 408 · 409 · 410 · 411 · 413 · 414 · 415 · 416 · 417 · 418 · 419 · 420 · 421 · 422 · 423 · 424 · 425 · 427 · 429 · 430 · 431 · 432 · 433 · 434 · 435 · 436 · 437 · 438 · 439 · 440 · 441 · 442 · 443 · 444 · 445 · 446 · 447 · 448 · 449 · 450 · 451 · 452 · 453 · 454 · 455 · 456 · 457 · 458 · 459 · 460 · 461 · 462 · 463 · 464 · 465 · 466 · 469 · 470 · 471 · 472 · 473 · 474 · 475 · 476 · 478 · 479 · 480 · 482 · 483 · 485 · 486 · 487 · 488 · 489 · 490 · 491 · 492 · 493 · 494 · 495 · 496 · 497 · 499 · >>>
Brugnummers 412, 426, 428, 467, 468, 477, 481, 484 en 498 zijn niet (meer) vergeven.